# Цаков
Цаков (словац. Cakov, угор. Cakó) — село, громада в окрузі Рімавска Собота, Банськобистрицький край, Словаччина. Кадастрова площа громади — 4,29 км². Населення — 326 осіб (за оцінкою на 31 грудня 2017 р.).
Знаходиться за ~17 км на схід від адмінцентра округу міста Рімавска Собота.
Перша згадка 1394 року.

## Населення
| Рік:            | 1994. | 2004.    | 2014.    | 2024.    |
| --------------- | ----- | -------- | -------- | -------- |
| Кількість осіб: | 217   | 278      | 313      | 363      |
| Різниця:        |       | +28,11 % | +12,58 % | +15,97 % |

| Рік:            | 2023. | 2024. |
| --------------- | ----- | ----- |
| Кількість осіб: | 363   | 363   |
| Різниця:        |       | +0 %  |

## Транспорт
Автошляхи (Cesty III. triedy):
- 2798 Рімавска Сеч (II/571) — Батка (I/16).
- 2799 III/2798 — Задор — Іваниці — Цаков — III/2798.